# London North West (circonscription du Parlement européen)
Avant l’adoption uniforme de la représentation proportionnelle en 1999, le Royaume-Uni utilisait le système uninominal à un tour pour les élections européennes en Angleterre, en Écosse et au pays de Galles. Les conscriptions du Parlement européen utilisées dans ce système étaient plus petites que les circonscriptions régionales les plus récentes et ne comptaient chacune qu'un seul membre au Parlement européen.
La circonscription de London North West était l'une d'entre elles.
Lors de sa création en Angleterre en 1979, il se composait des circonscriptions parlementaires du Parlement de Westminster de Brent East, Brent North, Brent South, Chipping Barnet, Harrow Central, Harrow East, Harrow West, Hendon North et Hendon South. Les circonscriptions parlementaires ont été redessinées en 1983 et les circonscriptions européennes ont été modifiées pour refléter cela. Le nouveau siège comprenait les circonscriptions de Westminster suivantes : Brent East, Brent North, Brent South, Harrow East, Harrow West, Hayes and Harlington, Ruislip-Northwood et Uxbridge. Ces limites ont été utilisées en 1984, 1989 et 1994,.

## Membre du Parlement européen
| Élection                    | Élection | Portrait | Membre       | Parti        |
| --------------------------- | -------- | -------- | ------------ | ------------ |
|                             | 1979     |          | Lord Bethell | Conservateur |
| 1984                        |          |          | Lord Bethell | Conservateur |
| 1989                        |          |          | Lord Bethell | Conservateur |
|                             | 1994     |          | Robert Evans | Travailliste |
| 1999 circonscription abolie |          |          |              |              |

## Résultats des élections
Les candidats élus sont indiqués en gras.
| Parti         | Parti                                  | Candidat      | Voix    | %    | ± |
| ------------- | -------------------------------------- | ------------- | ------- | ---- | - |
|               | Conservateur                           | Lord Bethell  | 87,596  | 55,3 | ' |
|               | Travailliste                           | M Gordon      | 49,268  | 31,1 |   |
|               | Liberal                                | G J Bridge    | 21,618  | 13,6 |   |
| Majorité      | Majorité                               | Majorité      | 38,328  | 24,2 |   |
| Participation | Participation                          | Participation | 158,482 | 31,3 |   |
|               | Conservateur vainqueur (nouveau siège) |               |         |      |   |

| Parti         | Parti                | Candidat             | Voix    | %    | ±     |
| ------------- | -------------------- | -------------------- | ------- | ---- | ----- |
|               | Conservateur         | Lord Bethell         | 69,803  | 43,1 | -12.2 |
|               | Travailliste         | P. Healy             | 62,381  | 38,6 | +7.5  |
|               | Liberal              | A T Ketteringham     | 29,609  | 18,3 | +4.7  |
| Majorité      | Majorité             | Majorité             | 7,422   | 4,5  | -19.7 |
| Participation | Participation        | Participation        | 161,793 | 31,2 | -0.1  |
|               | Conservateur retenir | Conservateur retenir | Swing   |      |       |

| Parti         | Parti                | Candidat             | Voix    | %    | ±     |
| ------------- | -------------------- | -------------------- | ------- | ---- | ----- |
|               | Conservateur         | Lord Bethell         | 74,900  | 41,3 | -1.8  |
|               | Travailliste         | A K Toms             | 67,500  | 37,2 | -1.4  |
|               | Green                | I E Flindall         | 28,275  | 15,6 | New   |
|               | SLD                  | C D Noyce            | 10,553  | 5,8  | -12.5 |
| Majorité      | Majorité             | Majorité             | 7,400   | 4,1  | -0.4  |
| Participation | Participation        | Participation        | 181,228 | 35,8 | +4.6  |
|               | Conservateur retenir | Conservateur retenir | Swing   |      |       |

| Parti         | Parti                                   | Candidat                                | Voix    | %    | ±     |
| ------------- | --------------------------------------- | --------------------------------------- | ------- | ---- | ----- |
|               | Travailliste                            | Robert Evans                            | 80,192  | 47,4 | +10.2 |
|               | Conservateur                            | Lord Bethell                            | 62,750  | 37,1 | -4.2  |
|               | Libéral Démocrate                       | H F Leighter                            | 18,998  | 11,2 | New   |
|               | Green                                   | D P Johnson                             | 4,743   | 2,8  | -12.8 |
|               | Communiste                              | A G Murphy                              | 858     | 0,5  | New   |
|               | Natural Law                             | T M Sullivan                            | 807     | 0,5  | New   |
|               | 21st Century Conservative               | C R Palmer                              | 740     | 0,5  | New   |
| Majorité      | Majorité                                | Majorité                                | 17,442  | 10,3 | N/A   |
| Participation | Participation                           | Participation                           | 169,088 | 35,1 | -0.7  |
|               | Travailliste vainqueur sur Conservateur | Travailliste vainqueur sur Conservateur | Swing   |      |       |